# Cercyonis pallescens
Cercyonis pallescens är en fjärilsart som beskrevs av Emmel 1971. Cercyonis pallescens ingår i släktet Cercyonis och familjen praktfjärilar. Inga underarter finns listade i Catalogue of Life.